# Born and Raised
Born and Raised er det femte studiealbum af den amerikanske singer-songwriter John Mayer, som blev udgivet den 22. maj 2012. Den første single, ''Shadows Days'', blev udgivet den 27. februar 2012 på John Mayers blog. Den anden single, ''Queen of California'', blev første gang fremført på Hot AC radio den 13. august 2012. Den officielle musikvideo for Queen of California blev udgivet den 30. juli 2012. Den tredje single, ''Something Like Olivia'', udkom første gang på radiostationen Triple A den 5. november 2012.
Albummet markerer Mayers tilbagevenden efter en to år lang pause fra offentlighedens søgelys, grundet en kirurgisk fjernelse af en granulom nær hans stemmebånd. Born and Raised markerer endnu en forandring i Mayers musikalske stil, som inkorporerer musikalske elementer fra folkemusik og Americana, og inspiration fra musikere såsom Bob Dylan, Neil Young, David Crosby og Graham Nash.
Magasinet American Songwriter roste Mayers tekniske færdigheder, samt Don Was' produktionsarbejde. Born and Raised har generelt modtaget positive anmeldelser fra de fleste kritikere.
Albumcoveret er designet af den engelske grafiske designer David Smith, ud fra Mayers ideér og skitser. David Smith har fået meget ros for sit arbejde.

## Spor
| Nr. | Titel                                       | Længde |
| --- | ------------------------------------------- | ------ |
| 1.  | "Queen of California"                       | 4:10   |
| 2.  | "The Age of Worry"                          | 2:38   |
| 3.  | "Shadow Days"                               | 3:53   |
| 4.  | "Speak for Me"                              | 3:45   |
| 5.  | "Something Like Olivia"                     | 3:01   |
| 6.  | "Born and Raised"                           | 4:48   |
| 7.  | "If I Ever Get Around to Living"            | 5:22   |
| 8.  | "Love Is a Verb"                            | 2:24   |
| 9.  | "Walt Grace's Submarine Test, January 1967" | 5:08   |
| 10. | "Whiskey, Whiskey, Whiskey"                 | 4:39   |
| 11. | "A Face to Call Home"                       | 4:45   |
| 12. | "Born and Raised (Reprise)"                 | 2:01   |
| 13. | "Fool to Love You (Bonus Track)"            | 2:16   |